# Asplenium trilobum
Asplenium trilobum là một loài thực vật có mạch trong họ Aspleniaceae. Loài này được Cav. miêu tả khoa học đầu tiên.